# El burlador de Sevilla o El convidado de piedra
El burlador de Sevilla o El convidado de piedra (no Brasil em português: O Burlador de Sevilha e o Convidado de Pedra ou O trapaceiro de Sevilha) é uma obra de teatro que apresenta pela primeira vez o mito de Don Juan, indubitavelmente o personagem mais universal no contexto do teatro espanhol. De autoria discutida, a obra é tradicionalmente atribuída a Tirso de Molina. Conserva-se até hoje uma publicação de 1630, que terá como precedente uma versão conhecida como Tan largo me lo fiais (em tradução livre) representada em Córdoba em 1617 pela companhia de teatro de Jerónimo Sánchez.
Entretanto Alfredo Rodríguez López-Vázquez afirma o dramaturgo Andrés de Claramonte como autor da obra em função de provas de carácter métrico, estilístico e histórico. Porém, tanto Luis Vázquez como José María Ruano de la Haza não hesitão em declarar como obra de Tirso de Molina, outros críticos concluem que tanto El burlador como Tan largo me lo fiais descendem de um arquétipo comum do Burlador de Sevilla escrito por Tirso entre 1612 e 1625.

## Contexto
Don Juan personifica uma lenda sevilhana que inspirou Molière, Carlo Goldoni, Lorenzo Da Ponte (autor do libreto de Don Giovanni para Mozart), Lord Byron, Espronceda, Pushkin, Zorrilla, Azorín, Marañón e muitos outros autores. É descrito como um libertino que crê na justiça divina ("no hay plazo que no se cumpla ni deuda que no se pague" lit. "não a prazo que não se cumpra, nem dívida que não se pague") mas que acredita que poderá se arrepender e ser perdoado antes de comparecer ante Deus ("¡Qué largo me lo fiais!" lit. "Tanto tempo estás a me fiar").
Se além disso levarmos em conta "El burlador de Sevilla" foi publicada em meados de 1630 podemos concluir que esta é uma obra cuja vocação é moralizar, e pode ter sido concebida como resposta a teoria da predestinação de João Calvino, segunda a qual a salvação e a entrada ao reino dos céus já havia sido determinada por Deus desde a criação, dado por graça através de Cristo e recebido somente por fé, por que os atos não são determinantes para a salvação das almas.
Se há especulado muito sobre a possibilidade da inspiração ter sido em uma pessoa real, Se tem apontado a Miguel de Mañara como principal candidato. Porém, se aceitarmos a opinião maioritária a respeito da data de autoria da obra, não poderemos considerarmos o personagem Don Juan inspirado na vida de Don Miguel já que este nasceu em 1627 e a obra foi editada apenas três anos depois. Se bem, que existe uma versão precedente a "El Burlador" e a "Tan largo me lo fiais", que poderia datar de 1617. Foi avançada a hipótese de que a obra de Tirso foi uma homenagem dedicada aos cavaleiros da época, cuja profanação da honra das mulheres era largamente conhecida.

## Argumento
Um nobre jovem espanhol chamado Don Juan Tenorio seduz em Nápoles a Duquesa Isabela fazendo-se passar por seu noivo, o Duque Octavio, que ela descobre ao querer iluminá-lo com uma lanterna. Após isso, ele vai parar no quarto do Rei, que encarga a Don Pedro Tenorio (parente do protagonista) que pegue o homem que desonrou a jovem. Ao entrar Don Pedro no quarto do Rei e descobrir que o burlador foi seu sobrinho, decide escutá-lo e ajudá-lo a escapar, alegando mais tarde que não pode alcançá-lo devido a sua agilidade ao saltar do quarto aos jardins do palácio.
Depois disto, Don Juan viaja a Espanha e naufraga na costa de Tarragona; Catalinón (seu criado) consegue levá-lo até onde os aguarda a pescadora Tisbea, que tinha ouvido seu grito de socorro. Tisbea manda a Catalinón buscar os pescadores em um lugar não muito longe e neste tempo que estão a sós Don Juan a seduz e nesta mesma noite ela o leva em sua cabana, que más tarde foge com duas éguas que Tisbea havia criado.
Quando Don Juan e Catalinón regressam a Sevilha, o escândalo de Nápoles chega aos ouvidos do Rey Afonso XI, que busca corrigi-lo comprometendo-lhe com Isabela (o pai de Don Juan trabalha para o rei). Enquanto, Don Juan se encontra com seu conhecido, o Marques de la Mota, o qual fala sobre sua amada, Doña Ana de Ulloa, depois de algumas piadas, e falar sobre “sapos” e mulheres em todos os aspectos; e como o Marques de la Mota disse que Ana é a mais bela sevilhana e que acabara de chegar de Lisboa, Don Juan tem a arrogante necessidade de tomá-la para si.
Afortunadamente recebe uma carta destinada ao Marques, que informará que fora designado a uma missão, assim ele tem uma hora para tentar seduzir Ana. Com a noticia da carta de Ana de Ulloa, Mota lhe oferece uma capa a Don Juan, para que ele leve a capa do Marques, que a empresta sem saber que seria ridicularizado com a desonra de Ana ao estilo da de Isabela.
Don Juan consegue enganar a Ana, mas é descoberto pelo pai dela, Don Gonzalo de Ulloa, Que o enfrenta em um combate em que Don Gonzalo morre. Então Don Juan foge em direção a Dos Hermanas.
Embora longe de Sevilha, realiza mais um escândalo, interpondo-se no casamento de dois plebeus, Aminta e Batricio, em que os engana habilmente: na noite de núpcias, Don Juan chega a parecer interessado em um casamento com Aminta, que acredita que ele deseja desposá-la.
Don Juan volta a Sevilha, onde ele topa com a tumba de Don Gonzalo e zomba do defunto, convidando-o para jantar. Sem embaraço, a estátua do falecido chega para o encontro (o convidado de pedra) quando realmente ninguém esperava que um morto fosse fazer coisa semelhante. Logo, o mesmo Don Gonzalo convida Don Juan e seu lacaio Catalinón para jantar em seu túmulo, e Don Juan aceita o convite, indo no dia seguinte. Ali, a estátua de Don Gonzalo de Ulloa se vinga arrastando-o ao inferno sem dar lhe tempo para o perdão de seus pecados "Tan largo me lo fiais", famosa frase do burlador que significa que a morte e o castigo de Deus estão muito longe e que por enquanto não lhe preocupa a salvação de sua alma.
Depois disto é devolvida a honra de todas aquelas mulheres que haviam sido desonradas, e uma vez que não há desonra, todas elas podem se casar com seus pretendentes.

### O Mito de Don Juan
Protagonista da obra "El burlador de Sevilla", e personagem em que gira toda a estória, e que durante toda a obra se dedica a "burlar" todas as damas que se encontra em estado de graça e possuí-las, fazendo uso de truques, enganos e as usa, desonrando desta forma a mulher e fazendo ela perder a honra diante do homem com o qual ela realmente desejava se casar.

#### Origens
As origens de Don Juan são difíceis de se determinar. Segundo Youssef Saad, o Don Juan da Espanha é uma figura autenticamente espanhola, porém tem muitas semelhanças com una figura árabe, Imru' al-Qais, que viveu na Arábia Saudita durante o quinto século: Como Don Juan, era um burlador, e um famoso sedutor de mulheres; como o Don Juan de Zorrilla, foi rejeitado por seu pai por seus escândalos e também por desafiar abertamente a ira divina.
Segundo Víctor Said Armesto, as raízes literárias de Don Juan se podem encontrar nos romances medievais galegos e leoneses. Seu precursor tipicamente levava o nome de "Don Galán" e este homem também enganava e seduzia as mulheres, mas tem uma atitude mais piedosa para com Deus.

#### Evolução
Depois de criado o arquétipo do personagem Don Juan Tenorio, El Burlador de Sevilla como foi chamado, se dão várias variações do mito, como na de Molière cujo Don Juan não só vive nos limites da mais cínica arrogância, como também nos apresenta um Don Juan com um grande ceticismo religioso, que é uma grande distinção com o Don Juan original criado pelo dramaturgo murciano.
Durante o século XVIII correspondem três obras sobre Don Juan: a espanhola de Antonio de Zamora, "No hay plazo que no se cumpla", a ítalo-austríaca, com o libreto de Lorenzo da Ponte e música de Mozart e a italiana de Carlo Goldoni, intitulada "Don Juan o el castigo del libertino".
Com o romantismo na literatura se deu um novo rumo ao mito; umas vezes se une a um tipo primitivo e outras vezes a uma expressão da vivência pessoal dos autores que em sua vida tiveram muito a ver com ele. Como o Don Juan de Byron, e do protagonista de "El estudiante de Salamanca", de Espronceda.
E em relação aos primitivos estão a versão de Zorrilla, Don Juan Tenorio, e as francesas de Merimée y A. Dumas. Onde o Don Juan romântico se perde com respeito ao primitivo já que as vezes chega a mostrar-se como um simples joguete do destino e acaba se apaixonando sinceramente, deixando de ser o eterno mito do cínico sedutor que facilmente se esquecia de suas conquistas para voltar a seduzir.